# NGC 1586
NGC 1586 est une galaxie spirale barrée située dans la constellation de l'Éridan. NGC 1586 a été découverte par l'astronome prussien Heinrich d'Arrest en 1861.

## Caractéristiques
Sa vitesse par rapport au fond diffus cosmologique est de 3 496 ± 5 km/s, ce qui correspond à une distance de Hubble de 51,6 ± 3,6 Mpc (∼168 millions d'al).
À ce jour, une dizaine de mesures non basées sur le décalage vers le rouge (redshift) donnent une distance de 47,960 ± 3,395 Mpc (∼156 millions d'al), ce qui est à l'intérieur des valeurs de la distance de Hubble. 
La classe de luminosité de NGC 1586 est II-III et elle présente une large raie HI.

## Groupe de NGC 1589
NGC 1586 est aussi une galaxie brillante dans le domaine des rayons X et elle fait partie du groupe de NGC 1589 qui comprend neuf galaxies. Les huit autres galaxies de ce groupe sont NGC 1587, NGC 1588, NGC 1589, NGC 1593, UGC 3054, UGC 3058, UGC 3072 et UGC 3080. Selon A.M. Garcia, la galaxie NGC 1620 fait aussi partie de ce groupe, mais Garcia n'inclut pas NGC 1593 dans celui-ci.